# Free Willy: Escape from Pirate's Cove
Free Willy: Escape from Pirate's Cove (br Free Willy - A Grande Fuga; pt Libertem Willy 4 - Fuga da Baía do Pirata) é um filme estadunidense de 2010, dirigido por Will Geiger, sendo o 4º e último filme da franquia de Free Willy.

## Elenco
- Bindi Irwin ... Kirra
- Beau Bridges ... Gus
- Siyabulela Ramba ... Sifiso
- Bongolethu Mbutuma ... Mansa
- Stephen Jennings ... Rolf Woods
- Kevin Otto ... Dr. Sam Cooper
- Darron Meyer
- Jeanne Neilson
- Robert Spencer[3]